# Grallaria sinaensis
Grallaria sinaensis — вид горобцеподібних птахів родини Grallariidae. Описаний у 2020 році.

## Поширення
Поширений на межі Перу (регіон Пуно) і Болівії (Ла-Пас). Мешкає у вологих гірських лісах на висотах 2900-3150 м.